# Raymond Dufaur
Pour les articles homonymes, voir Dufaur.
Raymond Dufaur est un homme politique français né le 13 octobre 1802 à Navarrenx (Pyrénées-Atlantiques) et mort le 19 février 1878 à Sus (Pyrénées-Atlantiques).

## Biographie
Magistrat, il est juge de paix du canton de Navarrenx et conseiller général lors du coup d’État du 2 décembre 1851. Il démissionne alors pour ne pas servir le nouveau régime. Il est représentant des Basses-Pyrénées de 1871 à 1876, siégeant à droite avec les monarchistes.